# Duhamel-Ouest
Pour les articles homonymes, voir Duhamel.
Duhamel-Ouest est une municipalité de la province de Québec, dans la municipalité régionale de comté de Témiscamingue de la région administrative Abitibi-Témiscamingue. La municipalité est membre de la Fédération des Villages-relais du Québec.

## Toponymie
Elle est nommée en l'honneur de l'évêque Joseph-Thomas Duhamel.
- Gentilé : Duhammellois-de-l'Ouest, Duhammelloise-de-l'Ouest

## Histoire
- 20 février 1911 : Fondation de la municipalité de Duhamel-Ouest.

## Géographie
Située à un détroit du lac Témiscamingue, Duhamel-Ouest est située au lieu historique national du Fort Témiscamingue.
- Superficie : 127,61 km2

## Démographie
| 1991 | 1996 | 2001 | 2006 | 2011 | 2016 | 2021 |
| ---- | ---- | ---- | ---- | ---- | ---- | ---- |
| 595  | 671  | 766  | 870  | 828  | 878  | 945  |

## Administration
Les élections municipales se font en bloc pour le maire et les six conseillers.
| Duhamel-Ouest Maires depuis 2001                                                                                     |                  |                 |          |
| Élection | Maire            | Qualité         | Résultat |
| 2001 | Alcide Gaudet    |                 | Voir     |
| 2005 | Alain Sarrazin   |                 | Voir     |
| 2009 | Alain Sarrazin   | Voir            |          |
| 2013 | Jean-Yves Parent |                 | Voir     |
| 2017 | Guy Abel         |                 | Voir     |
| 2021 | Jocelyn Cardinal | Démission       | Voir     |
| janv. 2023 | Gilles Laplante  | Maire suppléant | Voir     |
| avr. 2023 | Alain Sarrazin   |                 | Voir     |
| Élection partielle en italique Depuis 2005, les élections sont simultanées dans toutes les municipalités québécoises |                  |                 |          |